# Regierung Demotte I (Französische Gemeinschaft)
Die Regierung Demotte I war die zehnte Regierung der Französischen Gemeinschaft. Sie amtierte vom 20. März 2008 bis zum 16. Juli 2009.
Der Rat der Französischen Gemeinschaft wurde nicht direkt gewählt, er setzte sich aus den 75 Abgeordneten des Wallonischen Parlaments und den 19 französischsprachigen Mitgliedern des Parlaments der Region Brüssel-Hauptstadt zusammen.
Bei den Wahlen am 13. Juni 1999 bildeten das liberalen Wahlbündnis PRL-FDF-MCC, die sich 2002 zum Mouvement Réformateur (MR) zusammenschlossen, die Sozialistische Partei (PS) und der grünen Ecolo eine gemeinsame Regierung. Ministerpräsident wurde Hervé Hasquin (PRL).
Bei der Parlamentswahl 2004 erlitt Ecolo starke Verluste, wohingegen die Sozialisten deutlich zulegten. Im Anschluss wurde, wie bereits zwischen 1987 und 1995, eine gemeinsame Regierung von Sozialistischer Partei PS und Centre Démocrate Humaniste (CDH) – bis 2002 hieß die Partei Parti Social Chrétien (PSC) – gebildet. Ministerpräsidentin wurde Marie Arena (PS).
Am 20. März 2008 wurde Arena Ministerin in der föderalen Regierung Leterme I. Neuer Ministerpräsident bis zum Ende der Legislaturperiode wurde Rudy Demotte (PS), der seit 2007 bereits Ministerpräsident der wallonischen Regierung war. Nach der Parlamentswahl 2009, bei der sich Ecolo von 5 auf 18 Mandate verbesserte, wurde eine Dreiparteienregierung von PS, CDH und Ecolo gebildet. Ministerpräsident blieb Demotte.

## Zusammensetzung
| Amt | Name                    | Partei | Beginn der Amtszeit | Ende der Amtszeit |
| --- | ----------------------- | ------ | ------------------- | ----------------- |
| Ministerpräsident | Rudy Demotte            | PS     | 20. März 2008       | 16. Juli 2009     |
| stellvertretende Ministerpräsidentin und Ministerin für Hochschulbildung, wissenschaftliche Forschung und internationale Beziehungen | Marie-Dominique Simonet | CDH    | 20. März 2008       | 16. Juli 2009     |
| stellvertretender Ministerpräsident und Minister für Haushalt, Finanzen, den Öffentlichen Dienst und Sport                           | Michel Daerden          | PS     | 20. März 2008       | 16. Juli 2009     |
| Minister für Schulpflicht | Christian Dupont        | PS     | 20. März 2008       | 16. Juli 2009     |
| Ministerin für Kultur und Audiovisuelles                                                                                             | Fadila Laanan           | PS     | 20. März 2008       | 16. Juli 2009     |
| Ministerin für Kinder, Jugendhilfe und Gesundheit                                                                                    | Catherine Fonck         | CDH    | 20. März 2008       | 16. Juli 2009     |
| Minister für Jugend und Erwachsenenbildung                                                                                           | Marc Tarabella          | PS     | 20. März 2008       | 16. Juli 2009     |